# Herghelia Derkulskîi

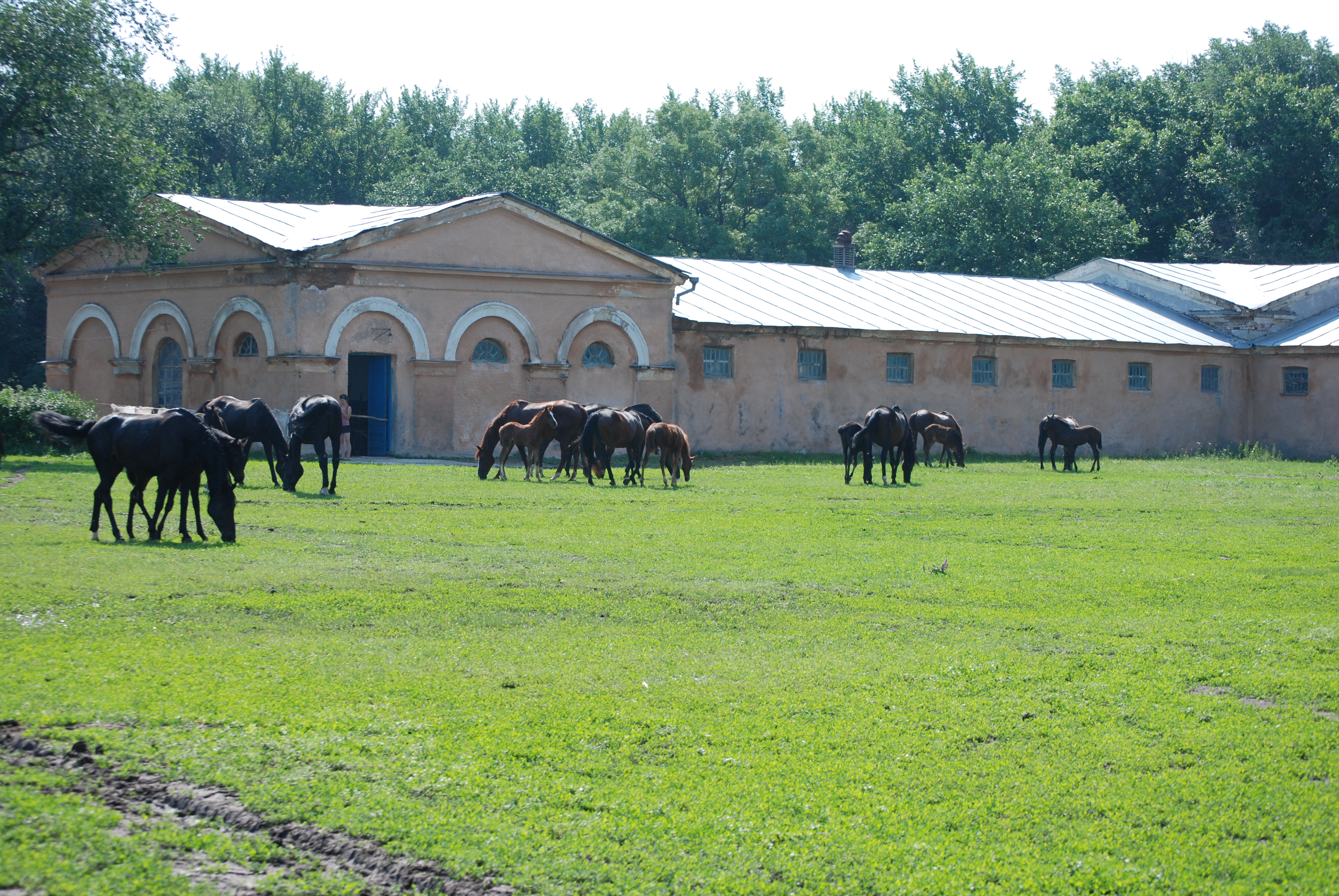
Cai pe terenurile hergheliei în 2011

Herghelia nr. 63 „Derkulskîi” este cea mai veche crescătorie de cai din Ucraina, fondată în 1765 în apropierea satului Danîlovo (în prezent Danîlivka, raionul Bilovodsk, regiunea Luhansk). În prezent (2007), crescătoria deține 250 de cai, preponderent de rasa cal pursânge englez și calul de sport ucrainean.

## Istorie
Crescătoria și clădirile care îi aparțin au fost construite la ordinul împărătesei ruse Ecaterina a II-a din 22 aprilie 1765. Locul ales a fost cătunul Danîliv de pe malul râului Derkul. Crescătoria a fost inaugurată la 25 octombrie 1767, an în care aici au fost aduși primii 73 de cai.
Atât în Primul Război Mondial, cât și în perioada ocupației fasciste, herghelia a pierdut aproape tot efectivul de cai. În 1943, ea a fost naționalizată și și-a reluat activitatea.
În 2013, herghelia a trecut în gestiunea Întreprinderii de Stat „Hergheliile Ucrainei”.

## Rase de cai
În trecut, herghelia furniza cai detașamentelor de cavalerie ale armatei. Către 1860, crescătoria producea cai de zece rase diferite. Mai târziu, din Belgia și Germania au fost procurați cai de tracțiune aparținând raselor Ardennais⁠(d), Percheron, Suffolk⁠(d) ș.a., iar către sfârșitul secolului au fost aduși cai de rasa pursânge englez. Apogeul activității hergheliei a fost la sfârșitul secolului al XIX-lea, când aici erau ținuți în jur de 1.000 de cai. Începând cu 1930, la herghelie erau crescuți cai de rasă rusească Orlov-Rostopcin⁠(d), precum și trăpași Orlov⁠(d).

## Competiții
În 1906, calul Hammurabi de la herghelia Derkulskîi a luat locul I la Derbiul rusesc. Doi ani mai târziu, același cal a fost primul cal rusesc participant la curse în Marea Britanie.
În total, herghelia a acumulat 48 de victorii la cursele de cai, inclusiv internaționale. Printre cei mai celebri cai crescuți aici se numără Zadornîi, Derzkîi, Hist și Dekabrist.

## Statut de protecție
În total, herghelia de lângă Derkul adăpostește patru obiecte din patrimoniul cultural al Ucrainei. Crescătoria însăși este înregistrată sub codul 44-206-9001. Celelalte trei obiective protejate sunt:
- Grajdurile principale (sf. sec. al XVIII-lea – înc. sec. al XIX-lea): 44-206-0002
- Manejul „japonez” (1897): 44-206-0003
- Clădirea administrativă (1828): 44-206-0004.

## Galerie de imagini
Materiale media legate de herghelia Derulskîi la Wikimedia Commons

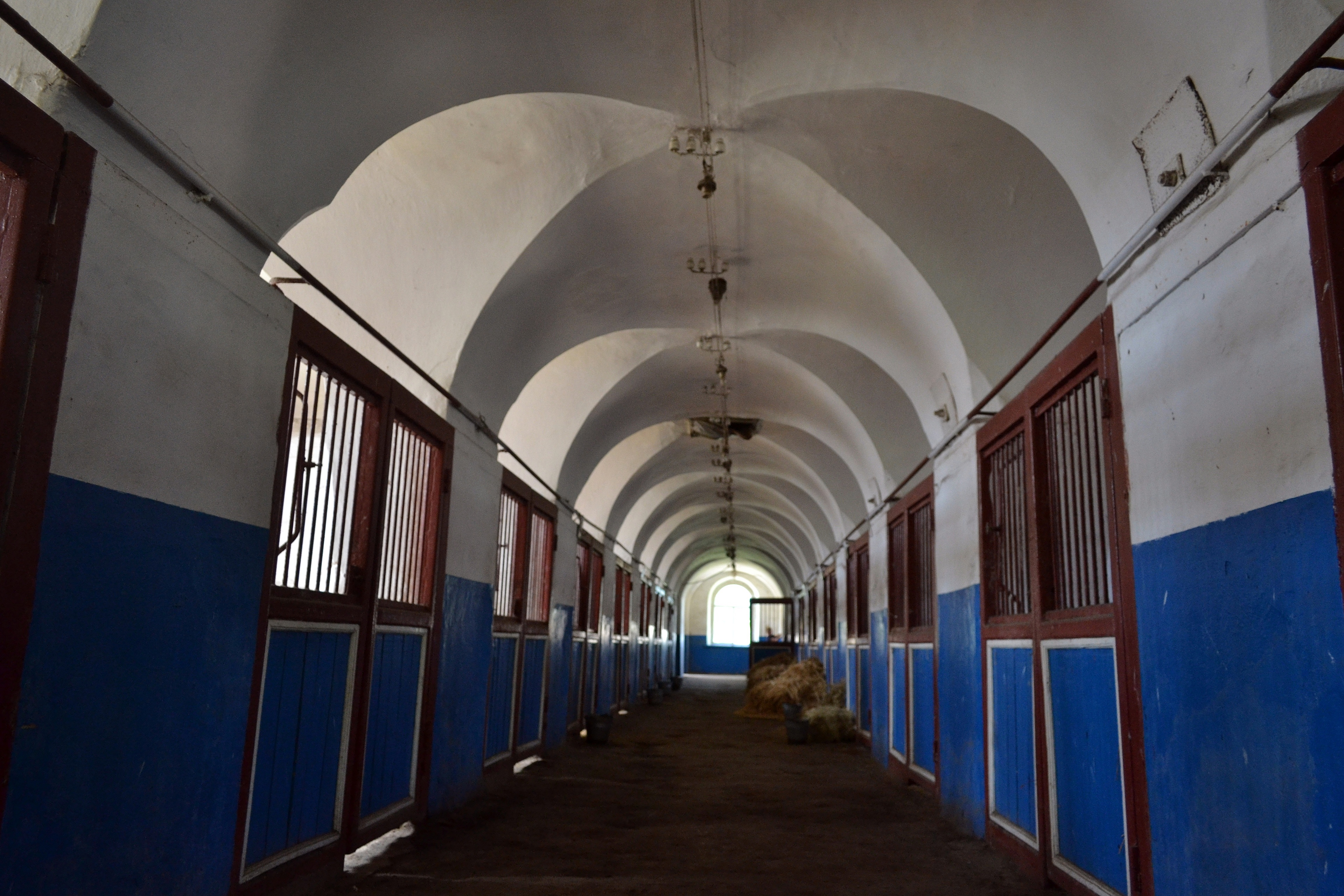
Interior: grajduri
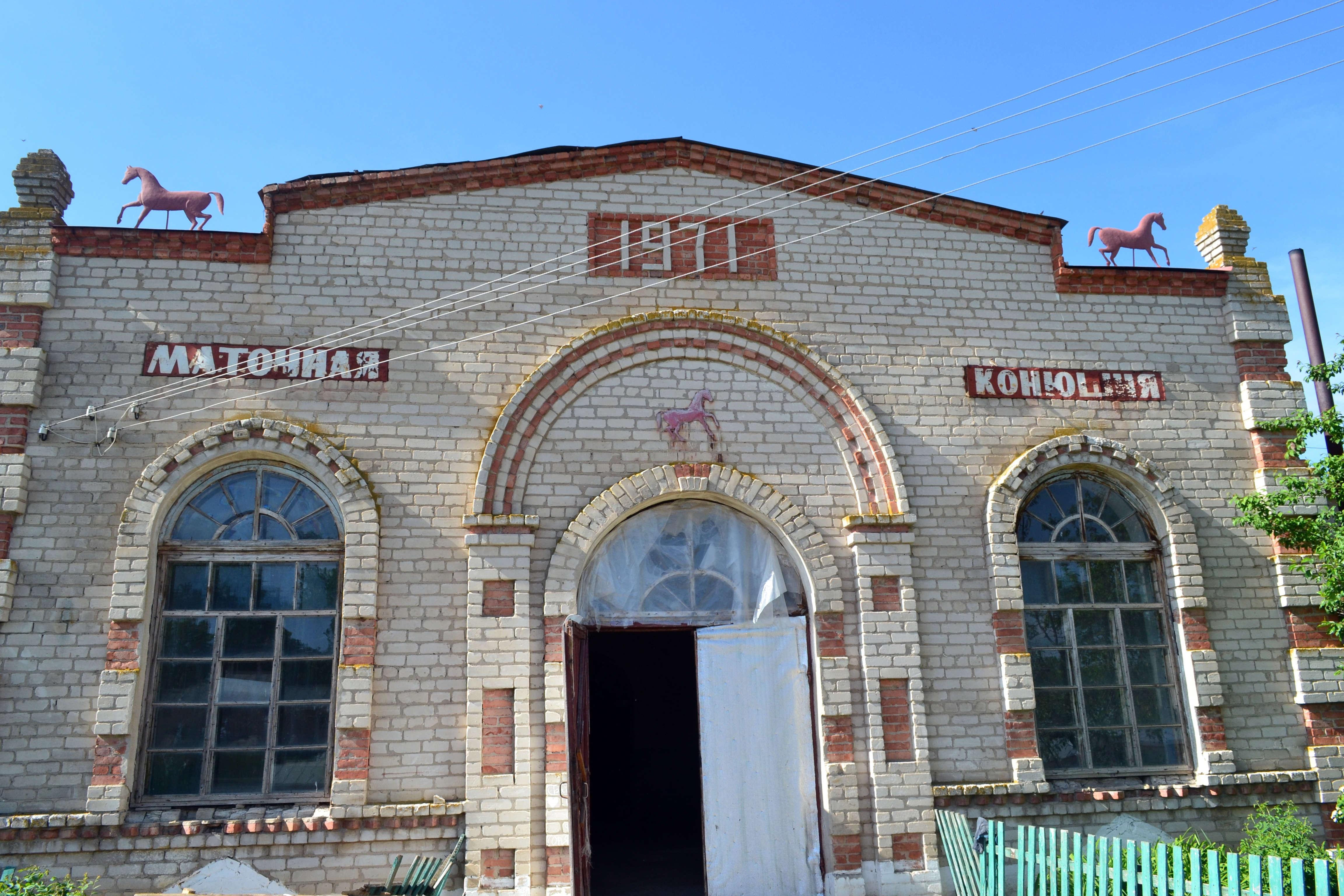
Fațada
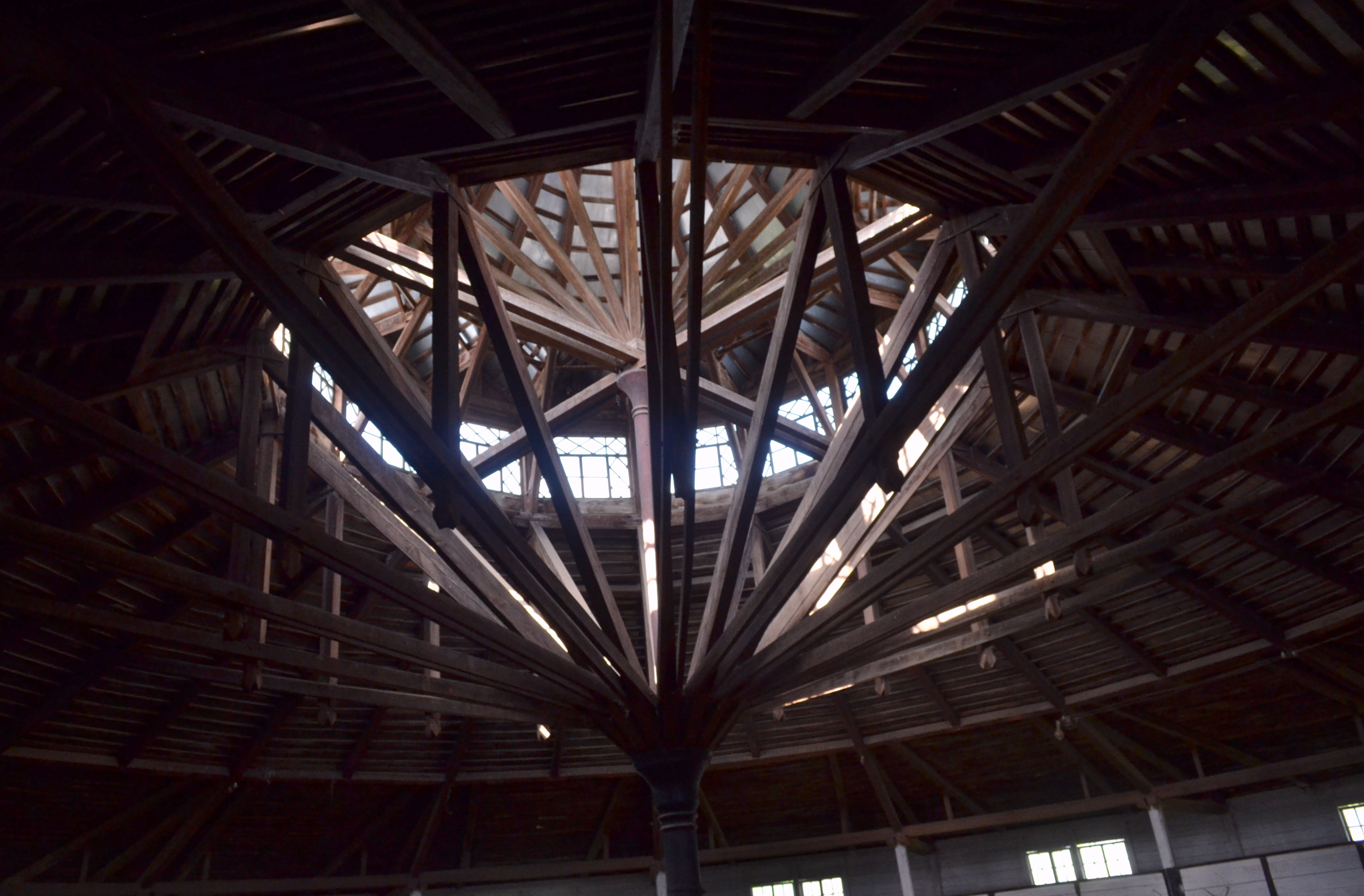
Manejul (interior)
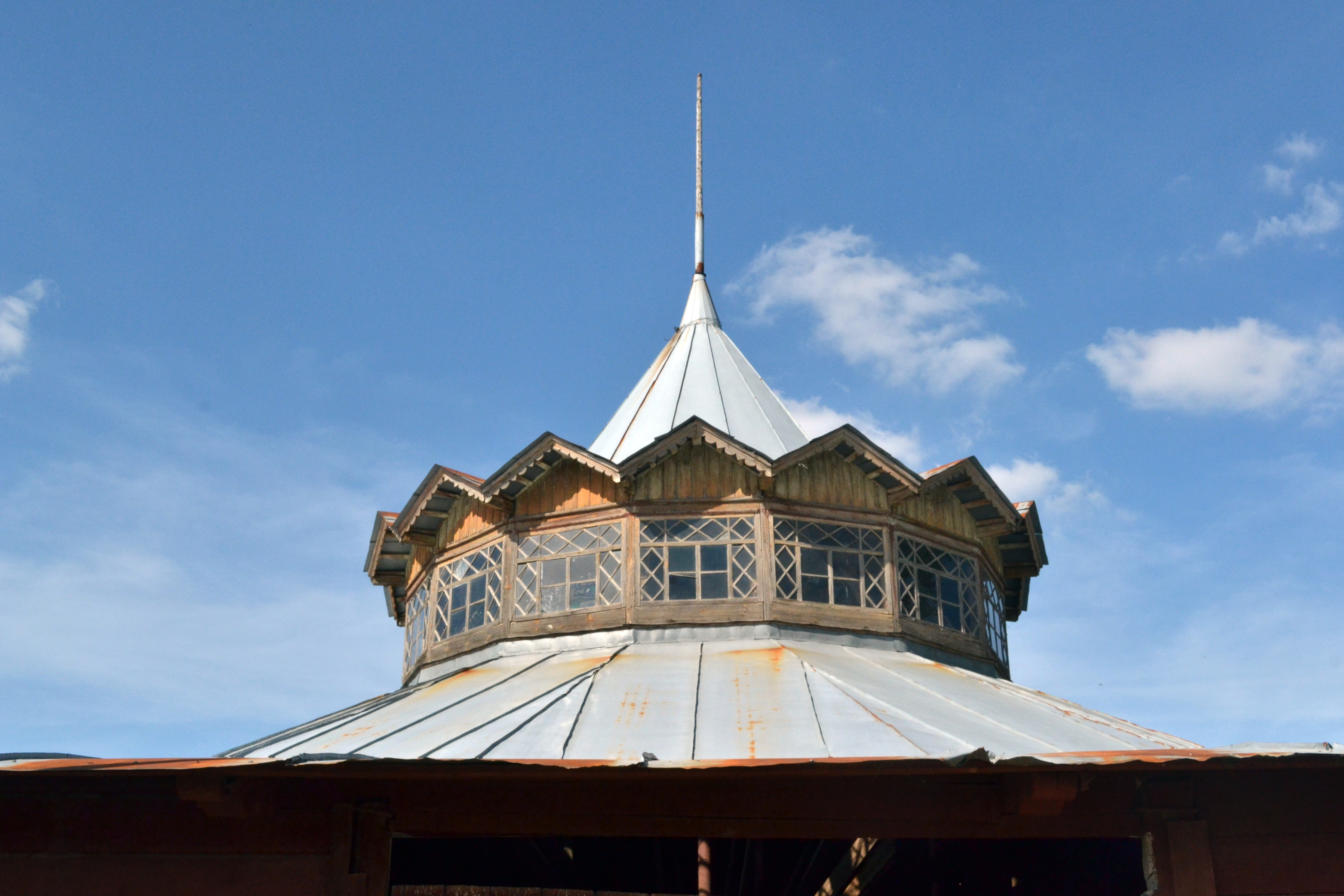
Manejul
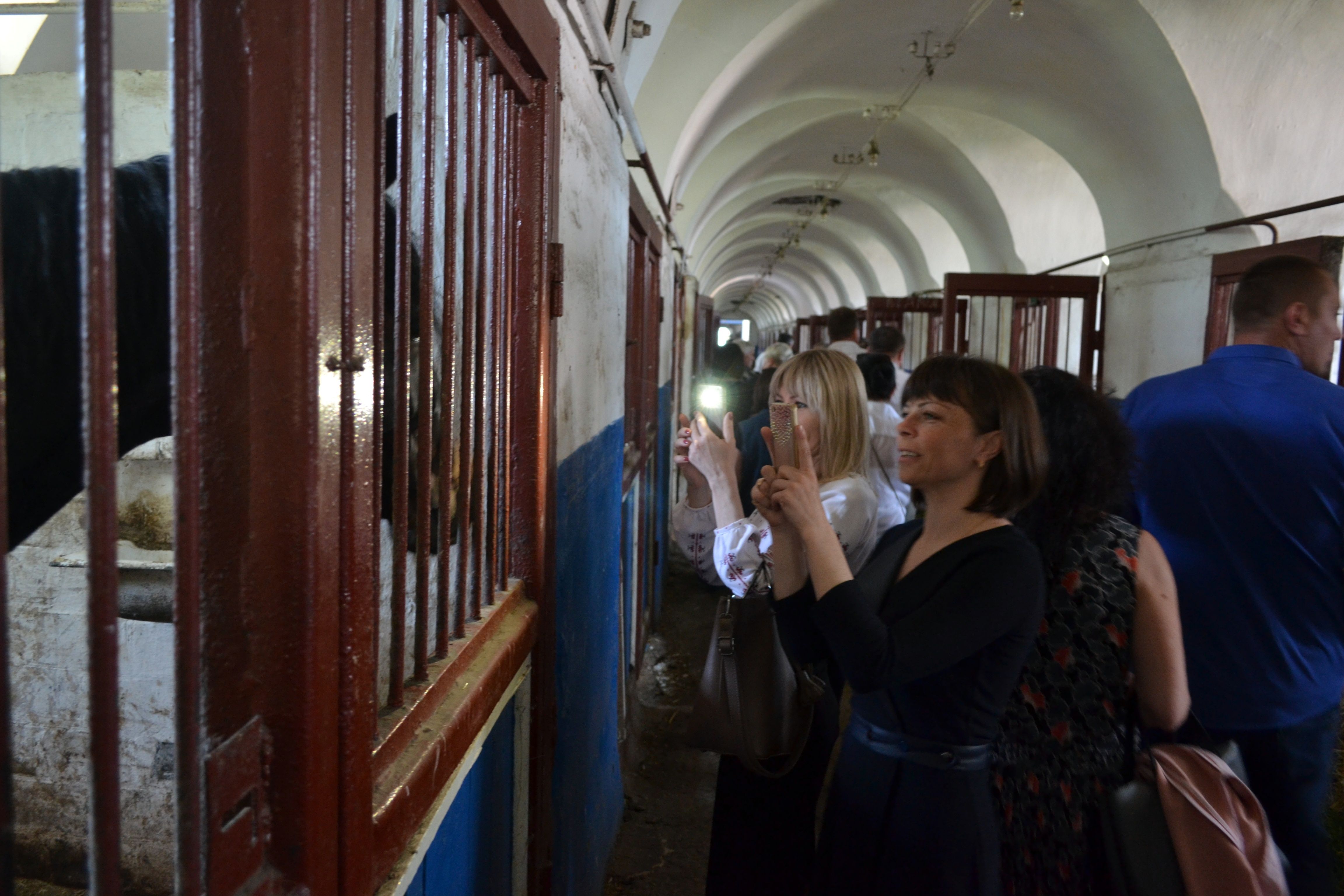
Vizitatori interacționând cu caii